# 莫特拉奇峰
46°24′9″N 9°54′6″E / 46.40250°N 9.90167°E

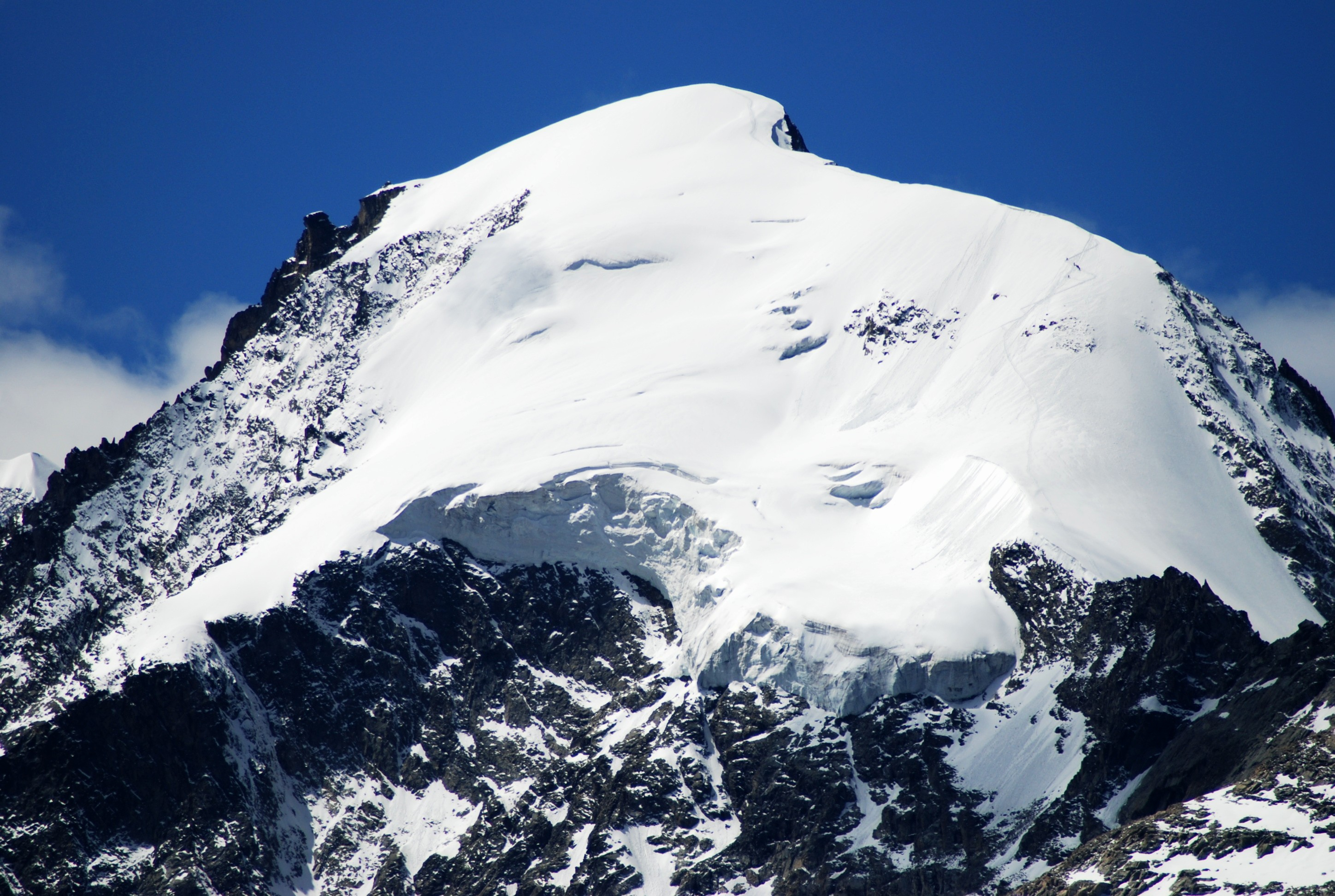

莫特拉奇峰（Piz Morteratsch），是瑞士的山峰，位於該國東部，由格勞賓登州負責管轄，屬於貝爾尼納山脈的一部分，距離贝尔尼纳峰1.6公里，海拔高度3,751米，人類首次在1858年9月11日首次登頂。